# 北郊機場駅
北郊機場駅（ほっこうきじょう-えき）は中華人民共和国河南省洛陽市澗西区に位置する洛陽軌道交通2号線の駅。洛陽北郊空港のターミナルに併設が予定されている。二期の予定のため、一期開通時点ではまだ未開業予定。

## 駅周辺
- 洛陽北郊空港